# Jamelonier
Syzygium cumini
Espèce

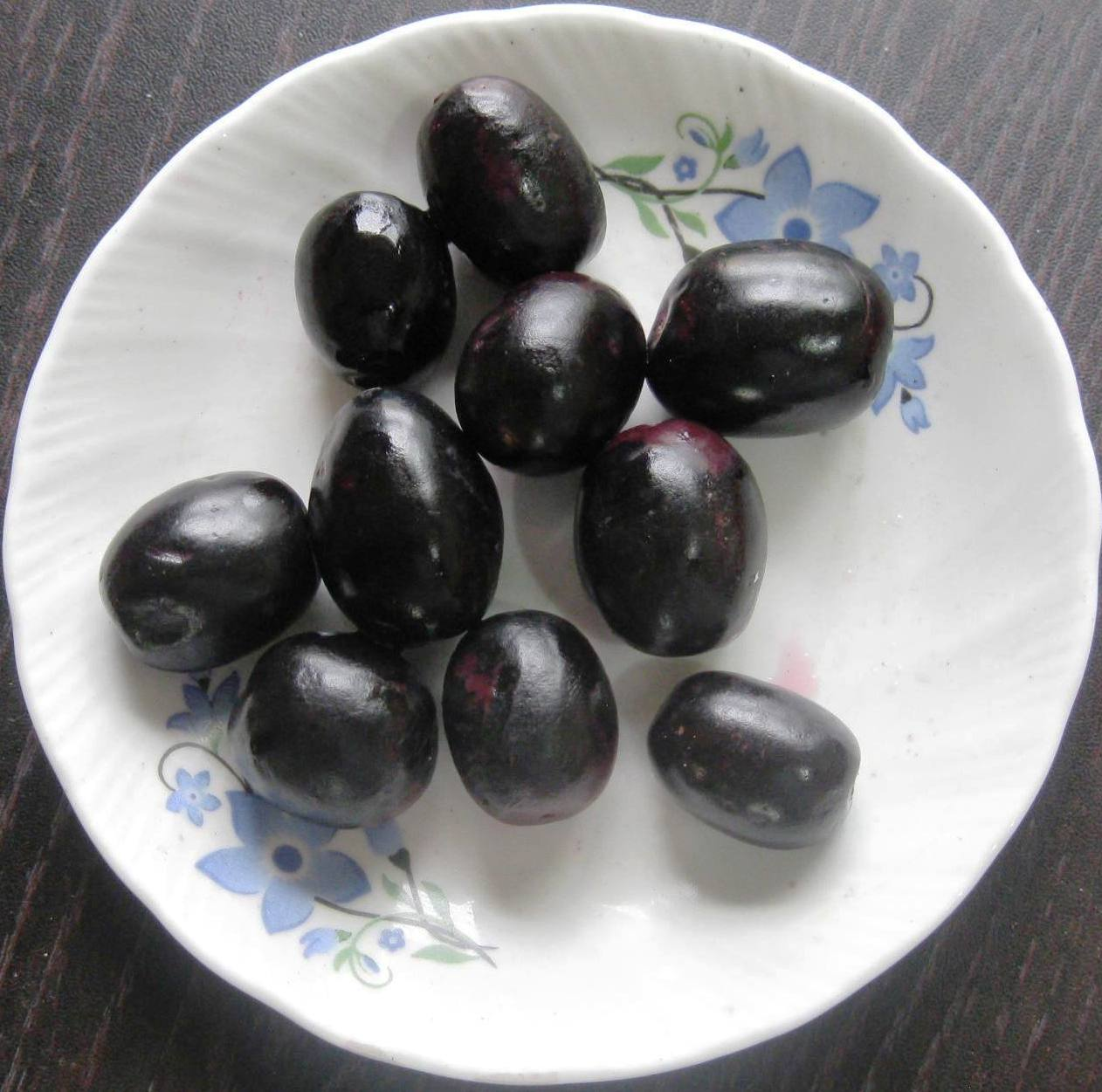
Fruits de Syzygium cumini.

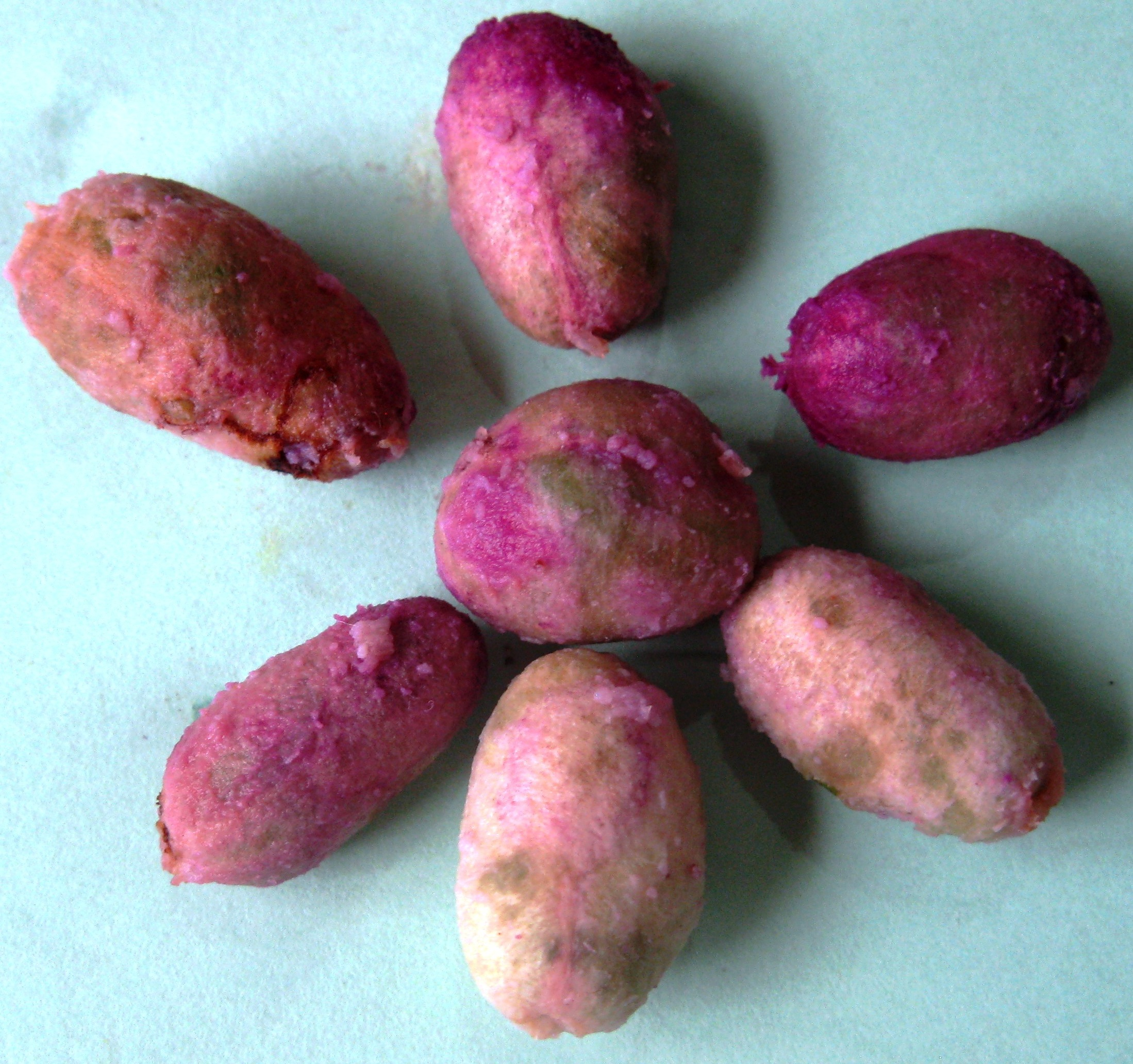
Graines de Syzygium cumini.

Le Jamelonier, Jamblon, Jamblong, Tété négresse, Pesjua extranjera (espagnol), Jambolan (anglais), ou de son nom scientifique Syzygium cumini, est une espèce de plantes à fleurs de la famille des Myrtaceae. C'est un arbre tropical originaire d'Asie.

## Description

### Aspect général
Le jamblon est un arbre tropical à feuilles persistantes. Il a une croissance rapide. Il peut atteindre 30 m de haut et peut vivre plus de 100 ans.

### Fleurs
Les arbres commencent à fleurir de mars à avril. Les fleurs de Jamun sont parfumées et petites, d'environ 5 mm de diamètre.

### Fruits
Les fruits se développent en mai ou juin et ressemblent à de grandes baies. Le fruit est oblong, ovoïde, vert au départ, il vire au rose, et enfin au noir et au pourpre brillant lors de sa maturation. Ces fruits sont pourpres et ovales comme des prunes.
Une variante de l'arbre produit des fruits de couleur blanche. Le fruit, parfois appelé prune de Java, a une combinaison de goûts : sucré, légèrement acide et astringent. Il a tendance à noircir la langue.

## Répartition

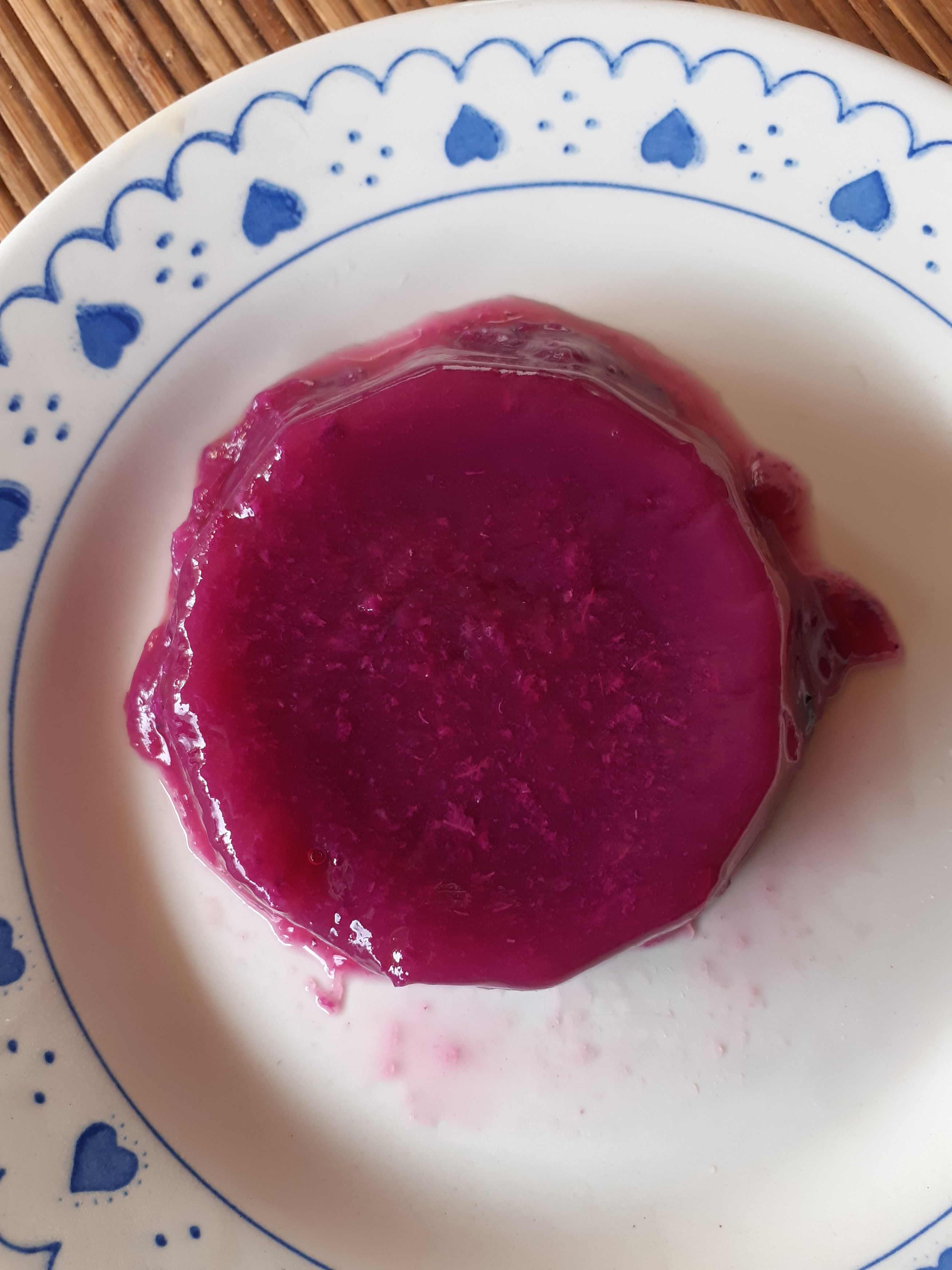
Gelée de pistas aux îles Marquises.

C'est un arbre originaire d'Asie : Bangladesh, Inde, Népal, Pakistan et Indonésie. Il est connu localement sous des noms comme Jaam/Kalojaam, Jamun, Nerale Hannu, Njaval, Neredupandu, Jamblang, Jambolan, Black Plum, Damson Plum, Duhat Plum, Jambolan Plum, Java Plum ou Portuguese Plum. Malabar Plum peut également se référer à d'autres espèces de Syzygium.
Il est également cultivé dans d'autres régions du sud et du sud-est de l'Asie dont les Philippines, la Birmanie et l'Afghanistan. L'arbre a aussi été introduit en Floride, aux États-Unis en 1911 par l'USDA et est également aujourd'hui communément plantés au Suriname. Il a été introduit au Brésil à partir de l'Inde pendant la colonisation portugaise. Il s'est dispersé spontanément dans la nature dans certains lieux et ses fruits sont très recherchés par divers oiseaux indigènes, comme les grives, les thraupidés et le Tyran quiquivi.
En Nouvelle-Calédonie et en Polynésie française, où cette espèce est appelée jamelonguier ou « faux pistachier », elle aurait été introduite en 1900 et est considérée envahissante. À Rarotonga, il est appelé « Kahika papaa ». À Tahiti et aux îles Marquises, il est nommé familièrement « pistas » car le fruit  « pisse »  et « tache » : à maturité, le fruit très juteux produit un jus très coloré par les tannins.

## Utilisations
Son feuillage dense donne de l'ombre et l'arbre est ainsi cultivé seulement pour sa valeur ornementale.
Son bois solide est imputrescible. C'est pourquoi il est utilisé dans les traverses de chemin de fer et installé dans les puits.
Il est parfois utilisé pour fabriquer des meubles bon marché et des habitations du village mais il est relativement difficile à travailler.
La graine du fruit est utilisée dans diverses médecines alternatives comme les médecines ayurvédiques (pour contrôler le diabète, par exemple), unani et chinoise pour les affections digestives.
Les feuilles et l'écorce sont utilisées pour contrôler la tension artérielle et traiter les gingivites.
On fait du vin et du vinaigre avec les fruits. Il est riche en vitamine A et vitamine C. Les fruits frais pourtant comestibles sont peu consommés nature à cause de leur goût âpre mais ils sont mangés avec ajout d'épices en dessert sous forme de gelées après une cuisson qui atténue l'âpreté par transformation des tannins ou en confiture.

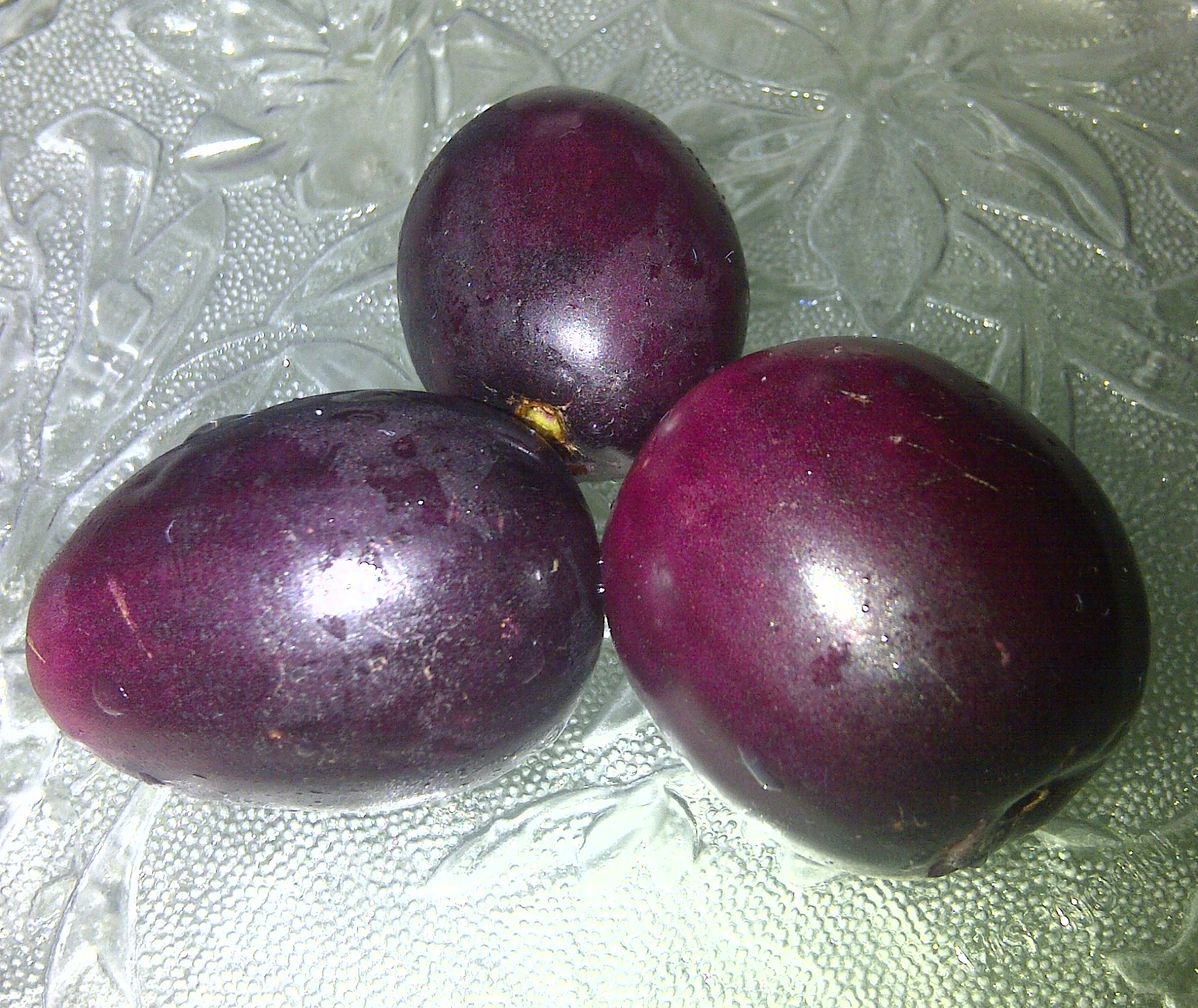
Jamelonier à Kohat au Pakistan.

## Synonymes
- Syzygium jambolanum
- Eugenia jambolana
- Eugenia cumini

## Galerie

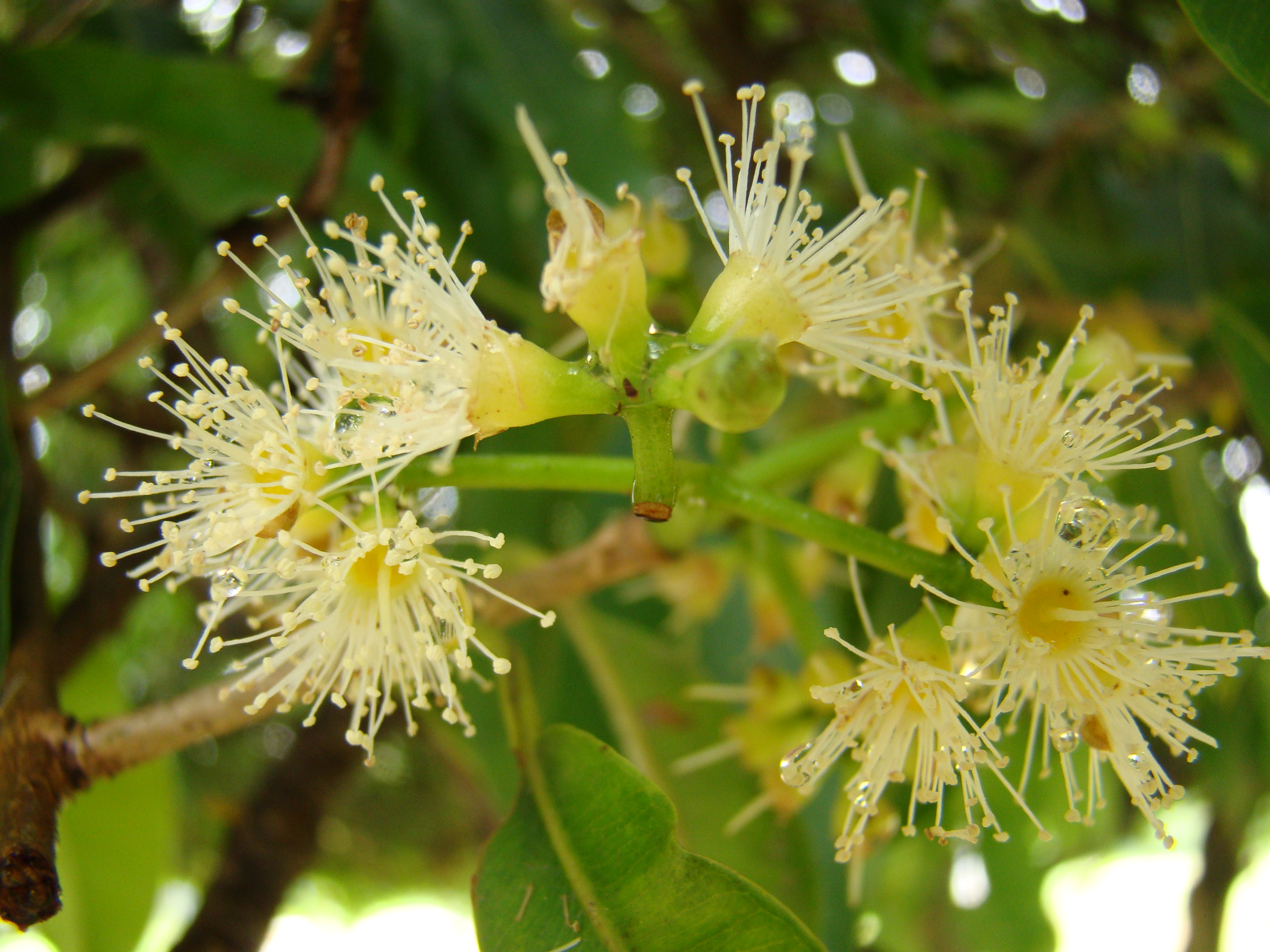
Fleurs.
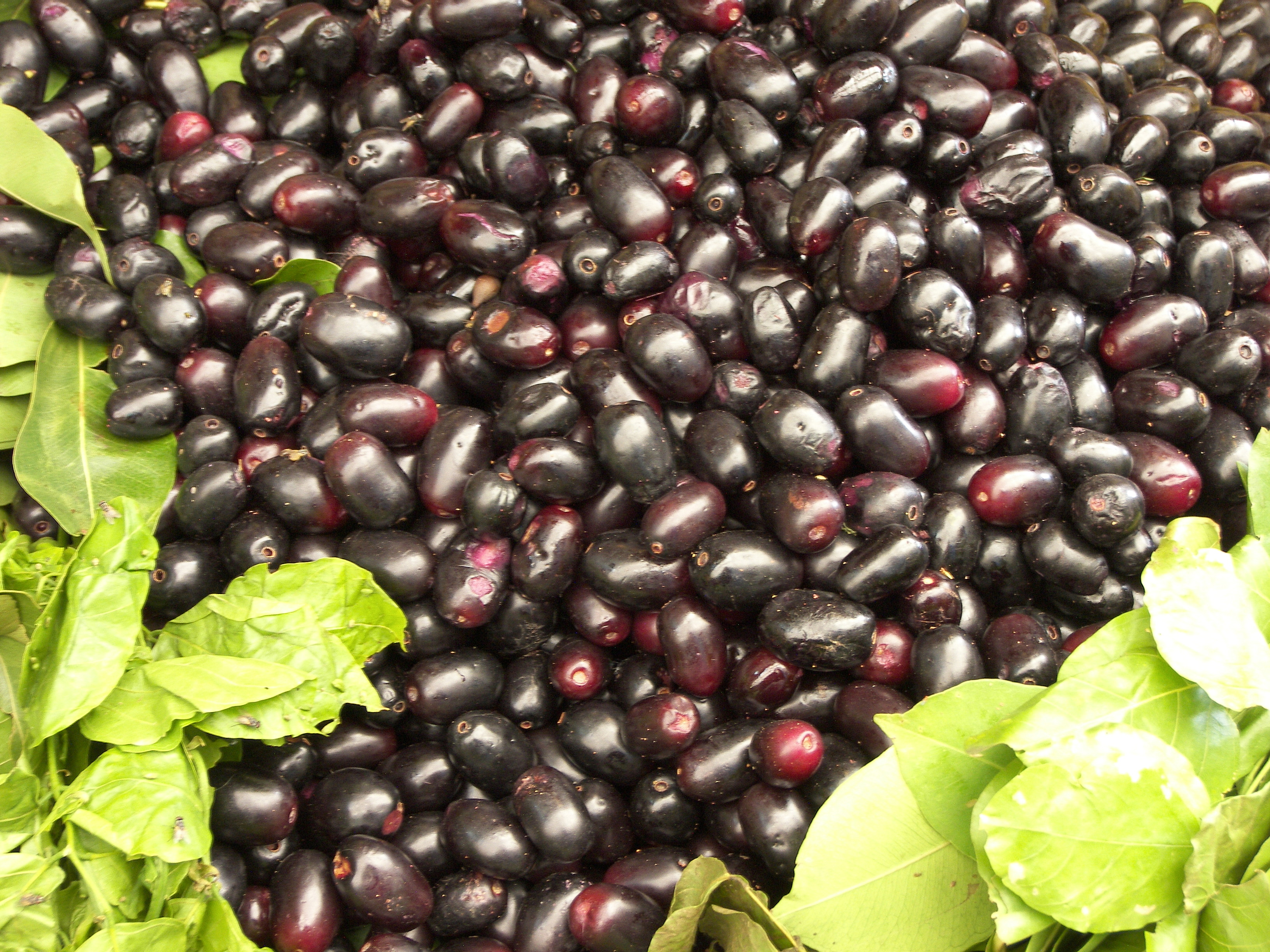
Fruit.
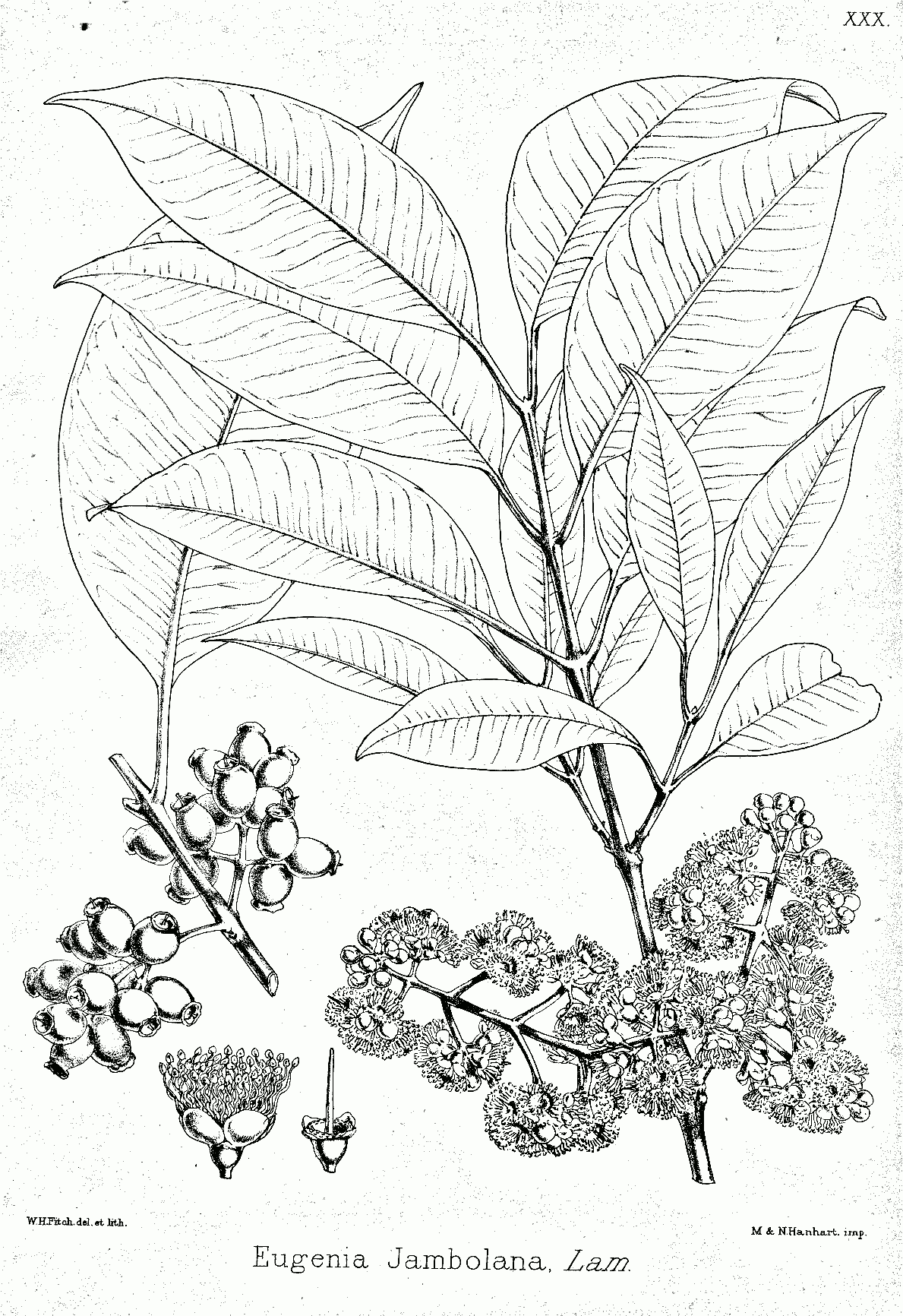
Planche botanique.